# Stanford Bishop
Stanford Bishop – wieś i civil parish w Anglii, w hrabstwie Herefordshire. W 2011 civil parish liczyła 113 mieszkańców. Stanford Bishop jest wspomniana w Domesday Book (1086) jako Stanford.